# 2015 au Canada
2012 au Canada - 2013 au Canada - 2014 au Canada - 2015 au Canada - 2016 au Canada
2012 au Nouveau-Brunswick - 2013 au Nouveau-Brunswick - 2014 au Nouveau-Brunswick - 2015 au Nouveau-Brunswick - 2016 au Nouveau-Brunswick
2012 au Québec - 2013 au Québec - 2014 au Québec - 2015 au Québec - 2016 au Québec
2012 par pays en Amérique - 2013 par pays en Amérique - 2014 par pays en Amérique - 2015 par pays en Amérique - 2016 par pays en Amérique
Pour un article plus général, voir Chronologie du Canada.
Cet article traite des événements qui se sont produits durant l'année 2015 au Canada.

## Gouvernements
Exécutif:
- Monarque - Élisabeth II
- Gouverneur général - David Johnston
- Commissaire du Nunavut - Edna Elias puis Vacant puis Nellie Kusugak
- Commissaire des Territoires du Nord-Ouest - George Tuccaro
- Commissaire du Yukon - Doug Phillips
- Lieutenant-gouverneur de l'Alberta - Donald Ethell (en) puis Lois Mitchell (en)
- Lieutenant-gouverneur de la Colombie-Britannique - Judith Guichon
- Lieutenant-gouverneur de l'Ontario - Elizabeth Dowdeswell
- Lieutenant-gouverneur de l'Île-du-Prince-Édouard - Frank Lewis
- Lieutenant-gouverneur du Manitoba - Philip Lee puis Janice Filmon
- Lieutenant-gouverneur du Nouveau-Brunswick - Graydon Nicholas
- Lieutenant-gouverneur de la Nouvelle-Écosse - John James Grant
- Lieutenant-gouverneur du Québec - Pierre Duchesne puis Michel Doyon
- Lieutenant-gouverneur de la Saskatchewan - Vaughn Solomon Schofield
- Lieutenant-gouverneur de Terre-Neuve-et-Labrador - Frank Fagan

Législatif:
- Premier ministre du Canada - Justin Trudeau (face au sortant Stephen Harper le 19 octobre).
- Premier ministre de l'Alberta - Rachel Notley (face au sortant Jim Prentice le 5 mai)
- Premier ministre de la Colombie-Britannique - Christy Clark
- Premier ministre du Manitoba - Greg Selinger
- Premier ministre du Nouveau-Brunswick - Brian Gallant
- Premier ministre de Terre-Neuve-et-Labrador - Dwight Ball (face au sortant Paul Davis le 30 novembre)
- Premier ministre de la Nouvelle-Écosse - Stephen McNeil
- Premier ministre de l'Ontario - Kathleen Wynne
- Premier ministre de l'Île-du-Prince-Édouard - Robert Ghiz puis Wade MacLauchlan
- Premier ministre du Québec - Philippe Couillard
- Premier ministre de la Saskatchewan - Brad Wall
- Premier ministre des Territoires du Nord-Ouest - Bob McLeod
- Premier ministre du Nunavut - Peter Taptuna
- Premier ministre du Yukon - Darrell Pasloski

## Évènements

### Janvier 2015
- Jeudi 15 janvier : Target Corporation annonce qu'elle va cesser ses activités au Canada. Plus de 130 magasins et plus de 17 000 travailleurs sont renvoyés.

### Février 2015
- Dimanche 15 février : 50e anniversaire du Drapeau du Canada.

### Mars 2015
- 29 mars : accident du Vol 624 Air Canada à Halifax.

### Avril 2015
- 24 avril : Sommet du Conseil de l'Arctique à Iqaluit

### Juin 2015
- 6 juin au 5 juillet : Coupe du monde de football féminin.

### Juillet 2015
- Du 9 au 12 juillet : ESports World Convention à la Société des arts technologiques à Montréal.
- Du 10 au 26 juillet : Les Jeux panaméricains se déroulent à Toronto.

### Août 2015
- Dimanche 2 août : Le premier ministre canadien Stephen Harper déclenche la plus longue campagne électorale de l'histoire récente du Canada car elle durera 78 jours. Les élections se tiendront le 19 octobre[1].
- Du 7 au 14 août : Les Jeux parapanaméricains se déroulent à Toronto.

### Septembre 2015
- 29 septembre au 5 octobre : tempête dans l'est du Canada et des États-Unis.

### Octobre 2015
- Lundi 19 octobre : La 42e élection fédérale canadienne ont lieu afin d'élire la 42e législature du Parlement du Canada.

### Novembre 2015

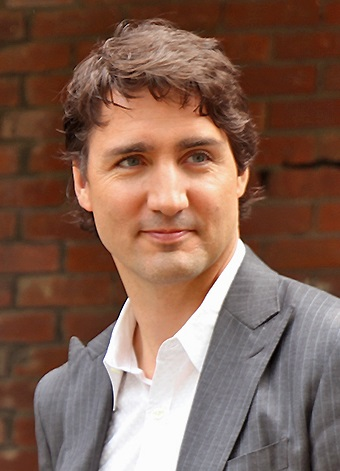
Justin Trudeau en 2014

- Mercredi 4 novembre : Justin Trudeau devient Premier ministre.
- Jeudi 5 novembre : La députée de Sturgeon River—Parkland, Alberta Rona Ambrose est nommé chef intérimaire du Parti conservateur à la suite de la démission de Stephen Harper.

### Décembre 2015
- Mardi 8 décembre : le premier ministre Trudeau confirme la tenue des travaux d'une commission d'enquête sur les femmes autochtones disparues et assassinées[2].
- 15 décembre : Justin Trudeau demande solennellement pardon aux premières nations du pays au nom de l'État fédéral en lien avec les pensionnats autochtones[3].

### À Surveiller
- Deuxième édition des jeux mondiaux des maîtres d'hiver à Québec
- Coupe du monde de marathon FINA de nage en eau libre aux lacs Saint-Jean, Magog et Mégantic
- Vol inaugural d'Air France de sa liaison Paris-Vancouver
- Championnats du monde toutes épreuves de patinage de vitesse à Calgary
- Défi mondial junior A à Cobourg et Whitby

## Décès en 2015
- Maurice Strong, homme d'affaires, politicien et premier responsable du Programme des Nations unies pour l'environnement